# Macrodontia zischkai
Macrodontia zischkai là một loài bọ cánh cứng trong họ Cerambycidae.